# Češljari
Češljari este un sat din comuna Cetinje, Muntenegru. Conform datelor de la recensământul din 2003, localitatea are 13 locuitori (la recensământul din 1991 erau 21 de locuitori).

## Demografie
În satul Češljari locuiesc 13 persoane adulte, iar vârsta medie a populației este de 71,4 de ani (71,1 la bărbați și 71,6 la femei). În localitate sunt 8 gospodării, iar numărul mediu de membri în gospodărie este de 1,63.
|  |

| Demografie | Demografie | Demografie |
| An         | Locuitori  | Locuitori  |
| ---------- | ---------- | ---------- |
|            |            |            |
|            |            |            |
|            |            |            |
|            |            |            |
| 1948       | 83         |            |
| 1953       | 76         |            |
| 1961       | 70         |            |
| 1971       | 48         |            |
| 1981       | 25         |            |
| 1991       | 21         | 21         |
| 2003       | 13         | 13         |

| \| Componența etnică conform recensământului din 2003[2] \| Componența etnică conform recensământului din 2003[2] \| Componența etnică conform recensământului din 2003[2] \| Componența etnică conform recensământului din 2003[2] \| Componența etnică conform recensământului din 2003[2] \| \| ----------------------------------------------------- \| ----------------------------------------------------- \| ----------------------------------------------------- \| ----------------------------------------------------- \| ----------------------------------------------------- \| \| \| \| \| \| \| \| Muntenegreni \| Muntenegreni \| \| 12 \| 92,3% \| \| Sârbi \| Sârbi \| \| 1 \| 7,69% \| \| necunoscută \| necunoscută \| \| 0 \| 0% \| |              |  |    |       |
| Componența etnică conform recensământului din 2003 |              |  |    |       |
| |              |  |    |       |
| Muntenegreni | Muntenegreni |  | 12 | 92,3% |
| Sârbi | Sârbi        |  | 1  | 7,69% |
| necunoscută | necunoscută  |  | 0  | 0%    |